# Jorge de Santa Luzia
Jorge de Santa Luzia (Aveiro, 1500 circa – Goa, 18 gennaio 1579) è stato un vescovo cattolico portoghese, il primo vescovo di Malacca dal 1558 al 1577.

## Biografia
Entrò nell'Ordine dei frati predicatori nel luglio 1528, lo stesso anno in cui i religiosi del monastero di Aveiro  seppellirono fra Duarte Nunes, vescovo di Laodicea, che era stato il primo vescovo occidentale in India dopo la scoperta della nuova via e il superamento del Capo di Buona Speranza. Buon religioso e studioso di filosofia e di teologia, qualità queste apprezzate dai superiori, fu scelto per accompagnare fra Jorge de Santiago, vescovo delle isole Azzorre.